# Heinz Strobl (Beamter)
Heinz Hermann Strobl (* 2. Februar 1920 in München; † 3. März 1993 ebenda) war ein deutscher Kommunalbeamter. Von 1978 bis 1985 war er Fremdenverkehrsdirektor der Stadt München.

## Werdegang
Strobl wuchs in München auf. Er besuchte von 1926 bis 1930 die Volksschule an der Kolumbusstraße und wechselte dann an das Neue Realgymnasium, das er 1936 abschloss. Am 18. November 1936 trat er als Kanzleidienstanwärter in den Dienst der Stadt München und wurde in der Steuerkasse bei der Stadthauptkasse eingesetzt. Die Berufung in das Beamtenverhältnis erfolgte mit Wirkung vom 30. Oktober 1937. Zum 1. April 1939 schied er vorläufig aus, um bis zum 26. Dezember 1939 den verpflichtenden Arbeitsdienst abzuleisten.

Die Entfesselung des Zweiten Weltkriegs bestimmte den weiteren Werdegang. Nach zweimonatiger Tätigkeit in der Stadthauptkasse rückte er am 23. Februar 1940 zum Wehrdienst ein. Während der Fronturlaube bereitete er sich 1942/43 in einem Kriegskurs in Garmisch-Partenkirchen für die Prüfung für den gehobenen Gemeindeverwaltungsdienst, die er im Februar 1943 mit Note 2 und Platzziffer 3 ablegte. Gegen Ende des Krieges geriet er in Gefangenschaft, aus der er am 2. August 1945 heimkehrte. Er trat am 20. August 1945 den Dienst in der Wandergewerbeabteilung beim Städtischen Gewerbeamt an, wurde aber zwei Wochen später, am 6. September 1945, aus politischen Gründen aus dem städtischen Dienst entlassen.
Nach einem Spruchkammerverfahren, das ihn als einfaches Mitglied der NSDAP als Mitläufer einstufte, wurde er zum 1. Oktober 1947 wieder eingestellt. Im Gewerbeamt war er anfangs mit Fragen der Gewerbefreiheit befasst, ab 1949 mit dem Hotel- und Gaststättengewerbe. Während dieser Zeit besuchte er einen sechssemestrigen Lehrgang an der Verwaltungsakademie München, den er am 4. Juli 1951 mit Diplomprüfung (Note: voll befriedigend) abschloss. Zum 1. Dezember 1951 wechselte er in das Wirtschaftsreferat und wurde Sachbearbeiter für das Oktoberfest. In dieser Funktion führte er 1952 die Oktoberfestwerbung ein und initiierte im Jahr darauf die Plakatwettbewerbe für Oktoberfest und Fasching, die seither alljährlich durchgeführt werden. Im Juni 1955 übernahm er die Leitung des Sachgebiets Fremdenverkehr und wurde im Juni 1956 zum Werbeleiter der Abteilung ernannt. 
Auf Grundlage einer von ihm vorgelegten Denkschrift wurde im September 1960 das Fremdenverkehrsamt München geschaffen und er Werbeleiter des neugeschaffenen Amtes. Zwischen November 1965 und April 1966 arbeitete er maßgeblich an der – letztlich erfolgreichen – Bewerbung Münchens um die Olympischen Sommerspiele 1972 mit. 1967 wurde er zum stellvertretenden Leiter des Fremdenverkehrsamtes und war von Juni 1978 bis Februar 1985 in Nachfolge von Otto Hiebel dessen Leiter. Nach seiner Pensionierung kümmerte er sich um das Jubiläum des Oktoberfests (175 Jahre) und später noch um die Belange des Oktoberfestmuseums.
Seit 1949 war Strobl als freier Mitarbeiter journalistisch für die Bergsteigersendung des Bayerischen Rundfunks tätig und schrieb für mehrere große Tageszeitungen und Zeitschriften in den Bereichen Reise und Alpines.

## Ehrungen
- Verdienstkreuz am Bande der Bundesrepublik Deutschland
- 7. Januar 1974: Goldenes Ehrenzeichen für Verdienste um die Republik Österreich
- Goldenes Ehrenzeichen der Österreichischen Fremdenverkehrswerbung
- Goldene Ehrennadel des Bayerischen Landesverbandes der Marktkaufleute und der Schausteller

## Veröffentlichungen
- 150 Jahre Oktoberfest 1810-1960. Bilder u. G'schichten, Münchener Zeitungsverlag, München 1960 (mit Ernst Hoferichter)
- Schaustellergewerbe gestern, heute, morgen. Nachdenkliche Betrachtungen am Beispiel des Oktoberfestes, in: Volksfeste und Märkte, Pirmasens 1983, Seite 23–25
- Kongress in München, Wirtschaftsreferat Abt. Fremdenverkehr (Hg.), München 1959